# Simca 1000
O Simca 1000, ou Simca Mille em francês, é um pequeno sedã de quatro portas, com motor traseiro e formato quadrado, fabricado durante 18 anos pela montadora francesa Simca, de 1961 a 1978.

## Origens
As origens do Simca 1000 não estão na França, mas na Itália. O presidente-diretor geral da Simca, Henri Pigozzi, nasceu em Turim e conheceu o fundador da Fiat, Giovanni Agnelli, de 1922 até a morte de Agnelli em 1945. A Fiat permaneceria como acionista dominante da Simca até 1963. Pigozzi continuou sendo um visitante regular da vasta operação da Fiat em Turim durante todo o seu tempo como chefe da Simca, e quando Pigozzi visitava, ele era como um amigo honrado.
Após o lançamento em 1955 do bem recebido Fiat 600, o departamento de desenvolvimento da Fiat, ainda liderado pelo engenheiro-designer Dante Giacosa, começou a planejar seu sucessor. A substituição prevista seria um pouco maior e mais potente do que o carro atual, refletindo a crescente prosperidade na Itália na época. Dois projetos foram executados em paralelo: o "Projeto 119" era para um sucessor de duas portas, aproveitando os pontos fortes do modelo atual, enquanto o "Projeto 122" era para um sucessor de quatro portas mais radicalmente diferenciado. A entrada para o santuário interno do Departamento de Desenvolvimento da Fiat teria sido bloqueada para a maioria dos visitantes, mas o relacionamento privilegiado de Pigozzi com os Agnellis abriu até mesmo essas portas, e durante o final da década de 1950 ele se interessou particularmente pelo departamento. Ficou claro que as intenções de Pigozzi de estender a linha Simca ainda mais para baixo, no segmento de mercado de carros pequenos, estavam alinhadas com os projetos "119" e "122" da Fiat, que pretendiam construir uma presença acima do pequeno (3,22 m de comprimento) Fiat 600. Pigozzi obteve o acordo dos diretores da Fiat para selecionar um dos seis diferentes modelos de argila de quatro portas e maquetes bastante quadradas que então compunham a produção do "Projeto 122" a ser desenvolvido no novo carro pequeno da Simca.
O chefe do departamento de estilo do Simca, Mario Revelli de Beaumont, nasceu em Roma em 1907. Ele foi transferido da General Motors em 1955. Dividindo seu tempo entre o Centro de Design Industrial da Fiat em Turim e o Centro de Estilo da Simca em Poissy, Revelli de Beaumont passou os dois anos entre 1959 e 1961 trabalhando com Felice Mario Boano da Fiat, desenvolvendo o Simca 1000 para prontidão de produção. Embora os protótipos sobreviventes sejam diferentes em detalhes, a arquitetura básica e o formato quadrado do carro evidentemente estavam "certos da primeira vez" e o Simca 1000 de 1961 é inteiramente reconhecível como o modelo que Pigozzi selecionou do "Projeto 122" da Fiat. Enquanto isso, na Itália, o Fiat 600 continuou a ser vendido fortemente e havia pouca sensação de urgência em investir para substituí-lo. A gerência evidentemente decidiu que uma substituição de quatro portas para o 600 representaria um salto muito grande em relação ao carro existente. Entretanto, em 1964 os frutos do "Projeto 119" tornaram-se públicos com o lançamento do Fiat 850.

## Lançamento
O "Simca Mille" (como o carro é chamado em francês) era barato e, na época do lançamento, bastante moderno, com um novíssimo "motor Poissy" de quatro cilindros em linha refrigerado a água de 944 cc. A produção começou em 27 de julho de 1961, com a revelação oficial ocorrendo no contexto de uma campanha publicitária de alto nível no Salão do Automóvel de Paris em 10 de outubro de 1961. No lançamento, Pigozzi, por razões óbvias, deu grande ênfase à extensão em que o novo carro marcou uma conquista histórica para uma Simca cada vez mais independente e para o novo Departamento de Desenvolvimento da empresa em Poissy, enquanto omitiu mencionar que o Simca 1000 foi o produto de uma colaboração próxima com o acionista majoritário da empresa, a Fiat.
Inicialmente, os carros podiam ser encomendados em uma das três cores (vermelho/rouge tison, azul/bleu pervenche ou branco/gris-princesse). No entanto, o estande da exposição apresentava duas cores de carroceria adicionais e a gama de cores disponíveis para os clientes logo foi expandida. A estratégia de marketing da empresa era caracteristicamente imaginativa e, tendo adquirido um negócio de táxis em Paris em 1958, em novembro de 1961 a Simca substituiu 50 táxis baseados no Simca Ariane da empresa por 50 Simca 1000s muito menores (mas evidentemente espaçosos o suficiente para as viagens relativamente curtas normalmente realizadas por táxi): assim, o pequeno carro estiloso, geralmente com marcos icônicos de Paris ao fundo, rapidamente se tornou uma visão familiar nas estradas da capital. Fotos de Simca 1000s trabalhando como táxis de Paris apareceram na imprensa. No entanto, ficou claro que esta não era uma mudança permanente e, após alguns meses, os táxis Simca 1000 vermelhos e pretos foram retirados de circulação e substituídos por táxis de tamanho mais convencional.
O Simca 1000 também foi visto em vários mercados de exportação, com volante à esquerda ou à direita. Já em junho de 1963, ele havia chegado à África do Sul, onde foi vendido junto com Chryslers, Dodges e Plymouths. Nos Estados Unidos, o sedã 1000 estava à venda para o ano modelo de 1963, com o Coupé em 1965.

## O carro
O uso do layout de motor traseiro e tração traseira (RR) foi uma novidade para a Simca, embora os principais fabricantes de automóveis na França e na Alemanha o tenham aplicado aos carros pequenos tradicionais por mais de uma década. Além do motor traseiro, o tanque de combustível do Simca 1000 estava localizado na traseira, atrás do banco do passageiro traseiro. Isso deu ao carro uma distribuição de peso dianteiro/traseiro de 35/65, com uma extremidade dianteira extremamente leve e ágil e uma sobreviragem responsiva em estradas sinuosas.
O interior era considerado "surpreendentemente" espaçoso para esta classe de carro, com bastante espaço para quatro ocupantes, embora o compartimento de bagagem sob o capô dianteiro oferecesse apenas um espaço limitado: ao contrário do concorrente de configuração semelhante Renault Dauphine e Renault 8 (e os próprios protótipos da Simca para o Simca 1000) que guardavam suas rodas sobressalentes embaixo do compartimento de bagagem dianteiro, o Simca 1000 tinha sua roda sobressalente guardada verticalmente no compartimento de bagagem dianteiro, logo atrás do para-choque dianteiro. O motorista desfrutava de uma excelente visão para fora: o velocímetro e os controles menores posicionados à frente do motorista eram básicos, embora o fabricante enfatizasse que o vidro que cobria o velocímetro era angulado para minimizar os reflexos.

## Evolução
Ao longo do tempo, o 1000 (cujo nome era pronunciado "mille" em francês) estava disponível em várias versões com diferentes níveis de equipamento e variações do motor original Tipo 315. Em 1963, o pé de boi Simca 900 foi lançado. Apesar da mudança de nome, ele também tinha o motor de 944 cc com 36 cv, mas o 1000 agora ganhou mais três cavalos de potência. Em 1966, apenas o 900C estava disponível, equipado com a iteração mais potente do 315. Em outubro de 1968, o Simca 4 CV de baixo custo (comercializado na França como Sim'4) apareceu, equipado com uma unidade de 777 cc fornecendo 31 cv (DIN) e com preço muito competitivo. O Sim'4 básico usava as calotas da geração anterior, enquanto recebia substituições de para-choque menores sem inserções de borracha; um emblema "4CV" no para-lama traseiro direito também ajudava a identificar o modelo. Doze meses após a introdução, a potência foi aumentada um pouco, para 33 cv. Sendo muito barato no mercado de segunda mão, o Sim'4 foi um ponto de partida perfeito para criar réplicas do Simca Rallye e muito poucos permanecem em condições originais.
O motor 1000 foi atualizado simultaneamente com a atualização do modelo 4CV em outubro de 1968 e agora era chamado de tipo 349. Na extremidade superior da linha, a unidade de 1118 cc do Simca 1100 maior foi adicionada para o ano modelo de 1969 (o Simca 1000 foi comercializado nos EUA como Simca 1118). O motor foi novamente expandido para 1294 cc em 1971 e instalado no 1000 em 1972.
Além da transmissão manual padrão, algumas versões podiam ser equipadas com uma transmissão semiautomática de três velocidades desenvolvida pela Ferodo. O carro passou por uma leve reestilização, mostrada pela primeira vez no Salão do Automóvel de Paris de 1968 (para o ano modelo de 1969): novas calotas, para-choques redesenhados, faróis maiores e lanternas traseiras quadradas.
As versões de alta especificação foram oferecidas no mercado britânico com uma decoração de painel de nogueira. Em 1977, o modelo foi revisado pela última vez, ganhando os novos nomes de 1005/1006 (dependendo das especificações), para colocá-lo em linha com o mais novo Simca 1307 e seus derivados. A produção parou em 1978 sem uma substituição direta.

### Espanha

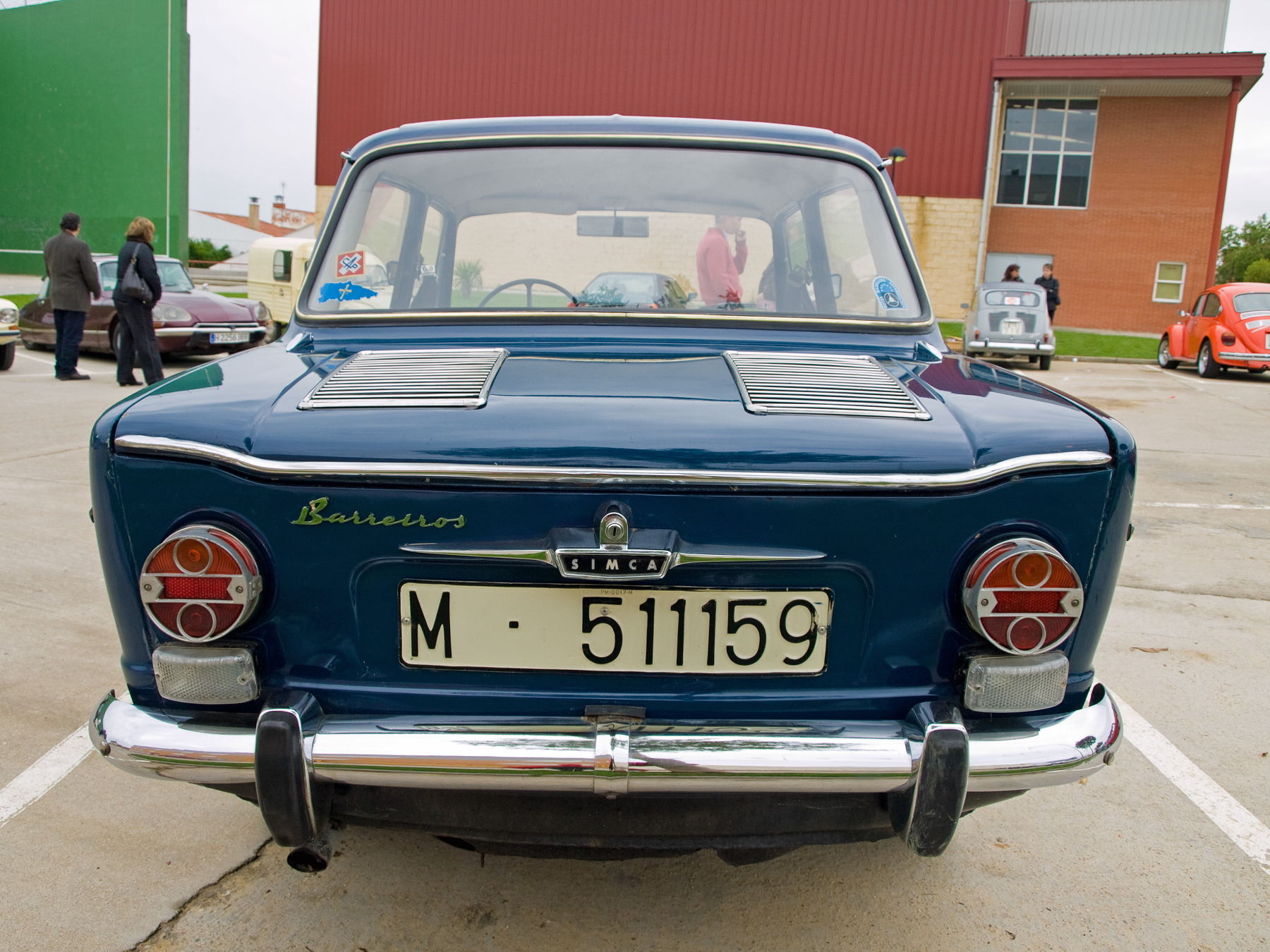
Simca 1000 1966–1968 produzido pela Barreiros

Na Espanha, o Simca 1000 foi produzido pela Barreiros Diesel no final de 1965. Em 1970, essa empresa mudou de nome para "Chrysler España, S. A."; os primeiros carros apresentam uma escrita cromada "Barreiros". A versão de 844 cc de baixa especificação foi vendida apenas na Espanha, um mercado onde carros com motores de menos de 850 cc recebiam uma redução de impostos considerável, como o Simca 900. Originalmente, eles tinham 38 cv. Após um hiato, o 900 retornou em 1970 e foi atualizado na forma do 900 Special de carburador duplo de 1973; este modelo tem 43 cv.
Um modelo especial do mercado espanhol introduzido em abril de 1970 foi o 1000 GT de 61 cv DIN , que tinha uma versão mais suave do motor de 1204 cc encontrado no 1200 Coupé. Este motor também impulsionou o mais luxuoso 1000 Special (de 1972). Na primavera de 1971, ele recebeu dois carburadores e se tornou o "1000 Rallye GT", com potência aumentada para 74 cv SAE. Ele tinha duas listras pretas na parte traseira e outros equipamentos esportivos. Esta versão foi descontinuada em 1972, sendo essencialmente substituída pelo 1000 Special. Os modelos Simca 1000 Rallye mais potentes, produzidos na França, não estavam disponíveis no mercado espanhol, mas em fevereiro de 1976, o Simca 1000 Rallye, produzido na Espanha, apareceu. Este tem uma versão carburada única do motor de 1294 cc com 63 cv, tornando-o consideravelmente menos potente do que seus contemporâneos franceses. Ele também não se beneficiou de freios a disco nas quatro rodas. Sua aparência era semelhante à do Rallye 2 produzido na França, com muitas listras pretas e um capô dianteiro preto. Assim como o resto da linha 1000, o Rallye espanhol recebeu uma reestilização com faróis grandes e retangulares em setembro de 1976.
A produção espanhola terminou em maio de 1977. Kits CKD fabricados na Espanha também foram enviados para a Colômbia, onde a Chrysler Colmotores produziu o carro de 1969 a 1977. O 1000 também serviu como táxi na Colômbia.

## Comércio
O Simca 1000 se tornou um carro popular na França e, até certo ponto, também nos mercados de exportação. Durante 1962, seu primeiro ano completo de produção, o fabricante produziu 154.282. A conquista foi ainda mais impressionante porque a Simca e seus revendedores não tinham experiência recente na venda de carros pequenos, então, além de compradores de primeira viagem e clientes negociando para baixo, todos os compradores de carros pequenos tiveram que ser atraídos para longe dos fabricantes concorrentes. Como comparação, o campeão de vendas da França em 1962 nesta classe foi o Renault Dauphine, que conseguiu produzir mais de uma década de vendas líderes de classe pelo Renault 4CV. A Renault produziu (incluindo as versões esportivas Ondine) 266.767 Dauphines em 1962. O outro grande concorrente neste segmento foi a Citroën, cujo modelo Ami conseguiu 85.358 unidades em 1962, o que para o Ami, assim como para o pequeno Simca, foi o primeiro ano completo de produção. Ao longo da década de 1960 e início da década de 1970, o Simca 1000 continuaria a aparecer bem no topo das classificações nas tabelas de vendas francesas, com vendas anuais permanecendo acima de 100.000 sem interrupção até 1974. Em seus 17 anos de produção, quase 2 milhões foram vendidos.
- Simca 1000 1963
- Simca 1000 1963 - vista traseira
- Simca 1000 1963 - interior
- Abarth-Simca 1150 SS